# جون إس. إدواردز
جون إس. إدواردز (بالإنجليزية: John S. Edwards) هو محامي وسياسي أمريكي، ولد في 6 أكتوبر 1943 في روانوك في الولايات المتحدة. حزبياً، نشط في الحزب الديمقراطي. وقد انتخب عضو مجلس ولاية فرجينيا.

## وصلات خارجية
- الموقع الرسمي